# Ковалив, Юлия Игоревна
Юлия Игоревна Ковалив (укр. Юлія Ігорівна Ковалів, в девичестве Бондарь; род. 9 января 1985, Ивано-Франковск) — украинский экономист, дипломат и государственный деятель. Чрезвычайный и полномочный посол Украины в Канаде с 9 марта 2022 по 21 июля 2025 года.

## Биография
Родилась 9 января 1985 года в Ивано-Франковске.
В 2001 году с отличием окончила Украинскую гимназию № 1 в Ивано-Франковске. В 2006 году окончила факультет экономических наук Национального университета «Киево-Могилянская академия», получила степень специалиста экономической теории с отличием. В 2011 году окончила Национальную академию государственного управления при президенте Украины, получила степень магистра управления общественным развитием. Является членом Всеукраинской Ассоциации магистров государственного управления.
В 2004—2005 годах работала в украинском подразделении аудиторской компании Ernst & Young. В 2007—2010 годах — финансовый директор компании «Газэкс-Украина», управлявшей рядом украинских предприятий газоснабжения и газификации («Днепрогаз», «Донецкгоргаз», «Криворожгаз», «Харьковгаз» и «Харьковгоргаз»).
Работала координатором в созданном в 2010 году Координационном центре по внедрению экономических реформ при президенте Украины Викторе Януковиче. В 2014 году стала членом Национальной комиссии, осуществляющей государственное регулирование в сферах энергетики и коммунальных услуг (НКРЭКУ), с 4 по 30 декабря 2014 года временно исполняла обязанности председателя НКРЭКУ.
С 26 июня 2015 по 18 ноября 2016 года была первым заместителем министра экономического развития и торговли Украины, ответственным за реформирование корпоративного управления государственных предприятий и инвестиционную политику. Была членом наблюдательного совета компании «Нафтогаз Украины» от государства до прекращения полномочий 27 сентября 2021 года, с апреля 2016 года по апрель 2017 года — председатель наблюдательного совета. С января 2017 года — председатель Офиса Национального инвестиционного совета при президенте Украины.
20 сентября 2019 года назначена заместителем руководителя Офиса президента Украины. 22 декабря 2020 года освобождена от должности.
9 марта 2022 года назначена послом в Канаде, сменила Андрея Шевченко, уволенного 25 августа 2021 года. 21 июля 2025 года была освобождена с должностей чрезвычайного и полномочного посла в Канаде и представителя Украины при Международной организации гражданской авиации (ИКАО) по совместительству.

## Дипломатический ранг
- Чрезвычайный и полномочный посланник второго класса (21 декабря 2024)[6].

## Личная жизнь
Муж — Ярема Ковалив, в прошлом — председатель Государственного агентства рыбного хозяйства Украины (2015—2017). Родила двух детей: дочь и сына.